# Oberammergau
Oberammergau é um município do distrito de Garmisch-Partenkirchen Estado Federado de Baviera, no sul da Alemanha. Encontra-se localizado no vale do rio Ammer.
Esta localidade é conhecida principalmente pelas representações da Paixão de Cristo que são feitas a cada dez anos, envolvendo centenas de figurantes, todos residentes e naturais da localidade. Oberammergau também é conhecida pelos seus prédios pintados 
com motivos religiosos ou de contos de fada.

## História

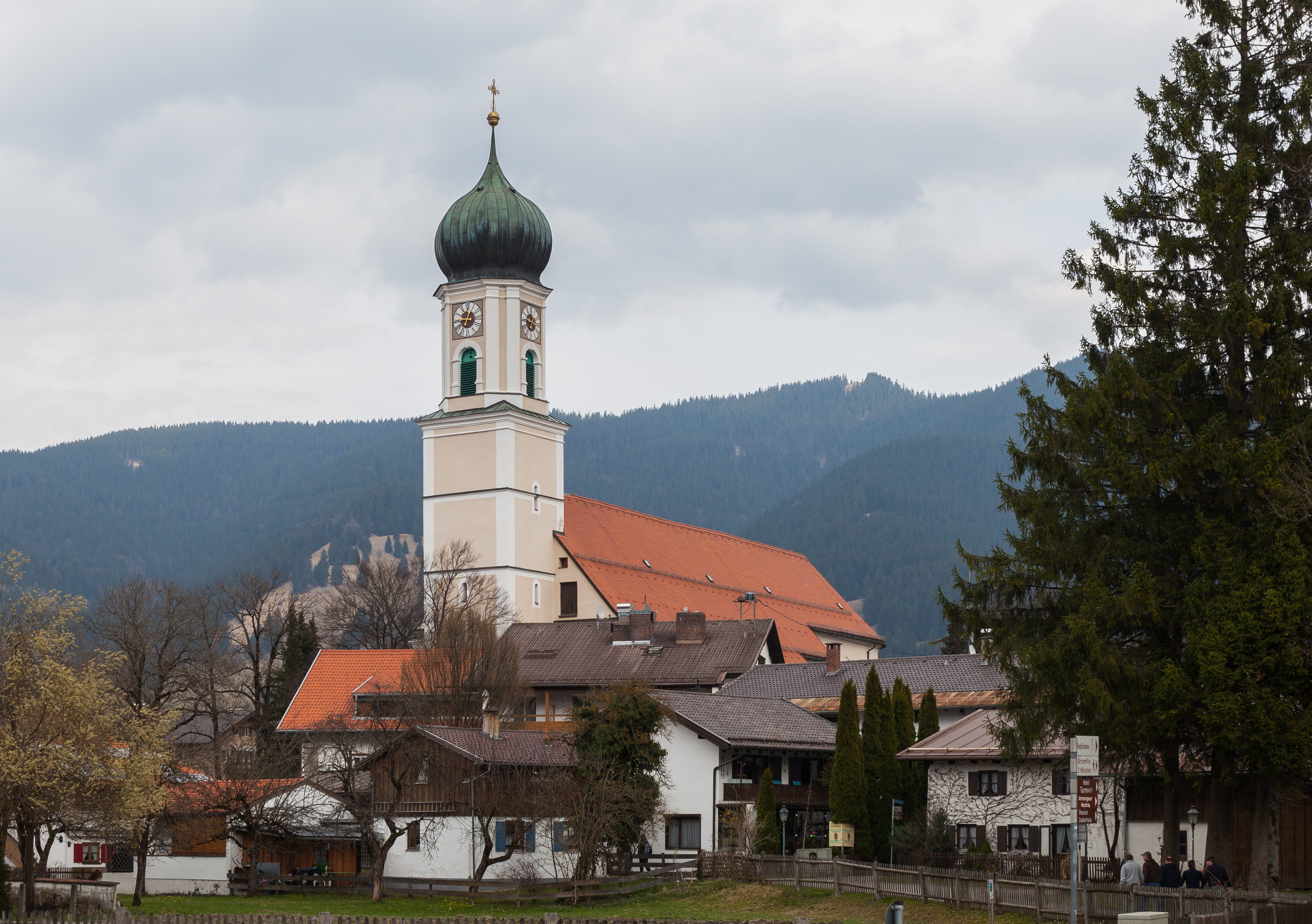
Igreja de São Pedro e São Paulo, Oberammergau

Em 1633, durante uma epidemia de peste, os habitantes de Oberammergau juraram levar a cabo uma encenação periódica da Paixão de Cristo se fossem protegidos da doença. Este facto foi a origem da hoje mundialmente famosa tradição, realizada pela primeira vez em 1634. A encenação é realizada a cada dez anos, com participação de até 2000 habitantes da localidade. A próxima está agenda para 2020.
Desde 1953 existe em Oberammergau uma escola militar da OTAN que oferece cursos nas áreas de serviços secretos, logística e operações. Aí foi localizada a Organização Gehlen, fundada em 1946, pelas forças de ocupação na zona americana da Alemanha.

## Arte tradicional
Oberammergau é ainda conhecida pela alta qualidade e quantidade de frescos nas fachadas de várias das suas casas, conhecidos pelo nome alemão de "Lüftlmalerei" e que são comuns na Alta Baviera. A palavra "Lüftlmalerei" parece ter origem na casa "Zum Lüftl" em Oberammergau, que era a residência do pintor de fachadas Franz Seraph Zwinck (1748-1792).

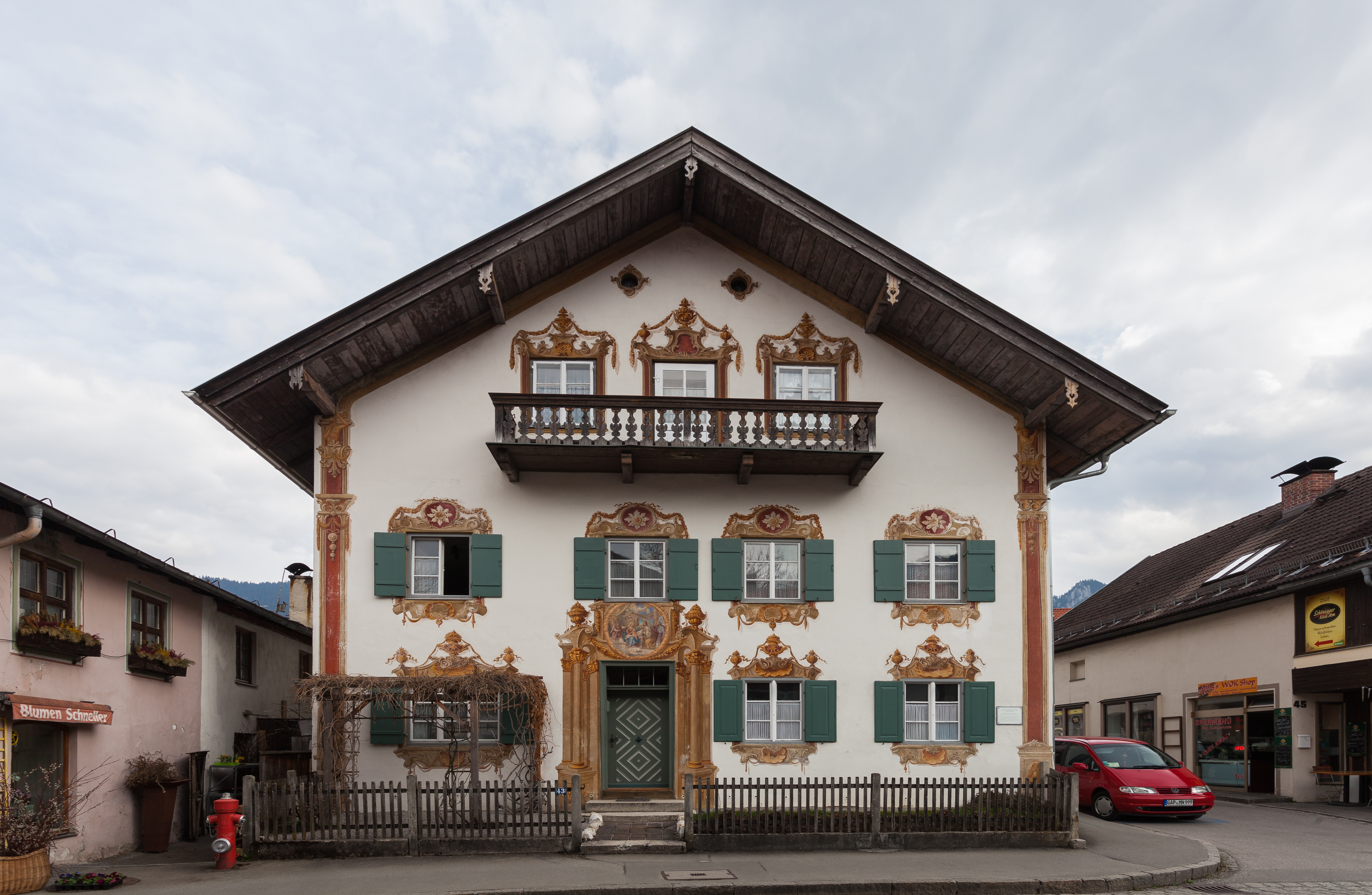
Exemplo de "Lüftlmalerei" em Oberammergau

Oberammergau tem também uma longa tradição na escultura de madeira. As ruas contêm dezenas de oficinas que vendem imagens religiosas, relógios, brinquedos e peças humorísticas. Além disso, fabricam-se localmente os típicos chapéus bávaros.
O turismo é a principal atividade económica da localidade, sendo uma paragem quase obrigatória para os turistas que visitam o palácio de Linderhof e o Mosteiro de Ettal, que ficam a curta distância.